# The Return of the Musketeers
The Return of the Musketeers is een Engelse-Amerikaanse film uit 1989 van Richard Lester. Het is gebaseerd op het boek Twintig jaar later van Alexandre Dumas. De hoofdrollen zijn voor Michael York, Oliver Reed en Richard Chamberlain.

## Rolverdeling
| Acteur              | Personage             |
| ------------------- | --------------------- |
| Michael York        | d'Artagnan            |
| Oliver Reed         | Athos                 |
| Frank Finlay        | Porthos               |
| Richard Chamberlain | Aramis                |
| C. Thomas Howell    | Raoul                 |
| Geraldine Chaplin   | Anna van Oostenrijk   |
| Kim Cattrall        | Justine de Winter     |
| Philippe Noiret     | Jules Mazarin         |
| Christopher Lee     | Rochefort             |
| Roy Kinnear         | Planchet              |
| Eusebio Lázaro      | the Frans van Vendôme |
| Jean-Pierre Cassel  | Cyrano de Bergerac    |
| Alan Howard         | Oliver Cromwell       |
| David Birkin        | Louis XIV             |
| Bill Paterson       | Charles I             |
| Billy Connolly      | Caddie                |